# Nikolas Muci
Nikolas Marcel Cristiano Muci (* 8. Februar 2003 in Lenzburg) ist ein Schweizer Fussballspieler.

## Karriere

### Vereine
Muci begann seine Laufbahn in den Jugendmannschaften des FC Riva und des FC Mendrisio-Stabio, bevor er 2014 zum FC Lugano wechselte. 2019 kam er in die Tessiner Nachwuchsauswahl Team Ticino. Knapp zwei Jahre später kehrte er zum FC Lugano zurück. Am 21. Mai 2021, dem 36. Spieltag der Saison 2020/21, gab er beim 2:1 gegen den FC Luzern sein Debüt in der erstklassigen Super League, als er in der 75. Minute für Mattia Bottani eingewechselt wurde. Im Juni 2021 unterschrieb er beim FC Lugano einen Vertrag bis Sommer 2025. Im Juni 2022 wechselte Muci für eine Saison leihweise zum FC Wil. Das Leihgeschäft wurde um ein Jahr verlängert. Im Sommer 2024 kehrte Muci zum FC Lugano zurück und wechselte schliesslich zu den Grasshoppers.

### Nationalmannschaften
Muci spielte 2019 viermal für die Schweizer U-16-Auswahl, wobei er zwei Tore erzielte. Im selben Jahr absolvierte er eine Partie für die U-17-Nationalmannschaft. Ab 2023 spielte Muci in der U-21-Mannschaft. Im September 2023 fiel Muci mit einem spektakulären Seitenfallzieher in der Partie gegen Finnland auf.

## Erfolge
FC Lugano
- Schweizer Cupsieger: 2022

## Sonstiges
Der Mittelstürmer besitzt neben dem Schweizer Pass auch den von Deutschland und Italien.
Er ist der Bruder des Torhüters Alexander Muci.